# Галера адмирала Лефорта
Галера адмирала Ф. Я. Лефорта — 32-вёсельная галера Азовского флота, изготовленная по заказу русского правительства в Голландии и спущенная на воду на верфях Воронежского адмиралтейства. Прототип для создания первых галер русской постройки типа «Принципиум». Участник второго Азовского похода Петра I, в том числе осады Азова 1696 года.

## Описание галеры
Деревянная двухмачтовая галера, длина судна составляла 38,1 метра, ширина по сведениям из различных источников от 9,14—9,2 метра, а осадка — 1,8 метра. Была оборудована 14 парами вёсел, две мачты галеры несли косое парусное вооружение. Артиллерийское вооружение судно составляли из 3 мортиры, а экипаж мог достигать 133 человек.
В связи с тем, что галера была доставлена в Россию «в частях с моделью и при мастере для её сбору», именно она была взята за образец для постройки галер второго Азовского похода типа «Принципиум». Согласно письму Виниуса Петру I 22 июня (2 июля) 1696 года из Амстердама в Архангельск был направлен следующий груз: «галера со всей потребою, все снасти к той галере, 2 мачты и 2 райны, бочка с потребою железной, 2 паруса и шатёр парусный, разные ящики с резьбой деревянной, дерева на дорогу, бочка с фонарём, бочка с прапоры и компас, якорь и дрек, кореник с гвоздями, 3 мозжера на станках, 11 бомбов, 7 каркасов».

## История службы
Галера адмирала Лефорта была построена по заказу русского правительства в Голландии в 1694 году. В следующем 1695 году на торговом судне в разобранном виде доставлена в Архангельск, после по внутренним водным путям перевезена в Вологду, и уже оттуда на специально построенных 20 дровнях в подмосковное село Преображенское. Первоначально судно предназначалось для плаваний по Волге и Каспийскому морю, однако, в связи с принятием решения о строительстве галер для второго Азавского похода, на Преображенской верфи по образу галеры были построены первые галеры русской постройки типа «Принципиум».
В феврале 1696 года галера по частям была перевезена в Воронеж, где после спуска на воду вошла в состав Азовского флота России. В том же году принимала участие во втором Азовском походе Петра I. 3 (13) мая вышла из Воронежа к Азову в составе головного отряда под командованием Петра I. Во время похода на судне держал свой флаг адмирал Ф. Я. Лефорт.

### Комментарии
1. ↑  125 футов[1].
2. ↑  30 футов[1].
3. ↑  Или 14 банок[2].